# Nijō (Fukuoka)
Nijō (jap. 二丈町 Nijō-machi) war eine Gemeinde im Landkreis Itoshima in der Präfektur Fukuoka, Japan.

## Geschichte
Am 1. Januar 1955 schlossen sich die Mura Fukae (深江村, -mura), Fukuyoshi (福吉村, -mura) und Ikisan (一貴山村, -mura) zur neuen Gemeinde Nijō (二丈村, -mura) zusammen. Am 1. April 1965 erfolgte die Ernennung zur Machi.
Am 1. Januar 2010 vereinigte sie sich mit Maebaru und Shima zur Gemeinde Itoshima.

## Verkehr
- Straße:
  - Nishikyūshū-Autobahn, nach Fukuoka oder Takeo
  - Nationalstraße 202, nach Hakata-ku, Fukuoka oder Nagasaki
- Zug:
  - JR Kyushu Chikuhi-Linie: Bahnhöfe Chikuzen-Fukae, Dainyū, Fukuyoshi, Shikaka

## Angrenzende Städte und Gemeinden
- Maebaru
- Karatsu